# August Dickmann

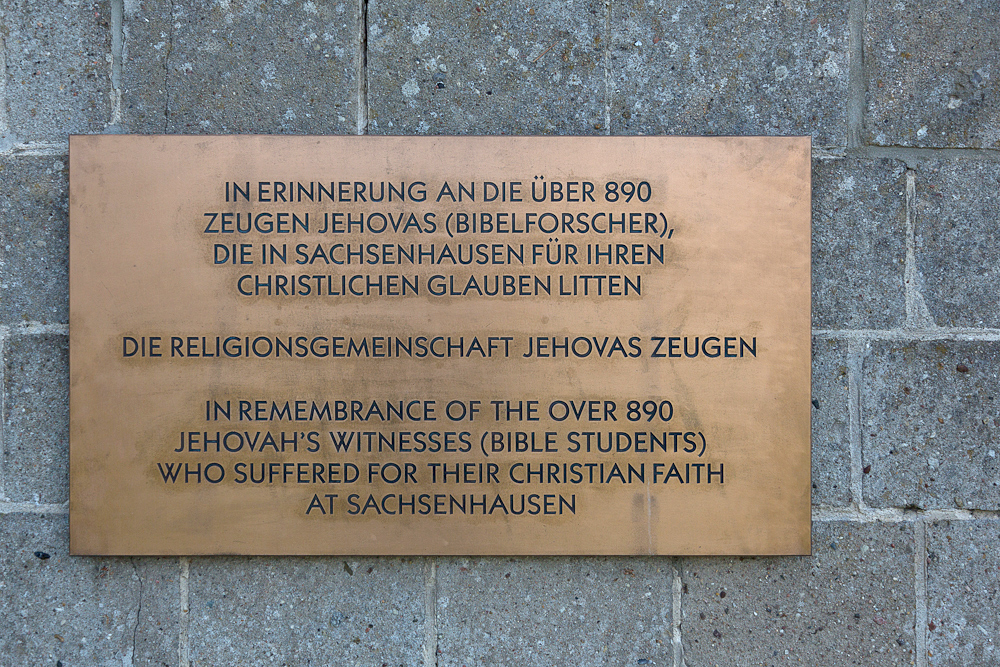
Tablica pamiątkowa upamiętniająca około 890 Świadków Jehowy z hitlerowskiego obozu KL Sachsenhausen

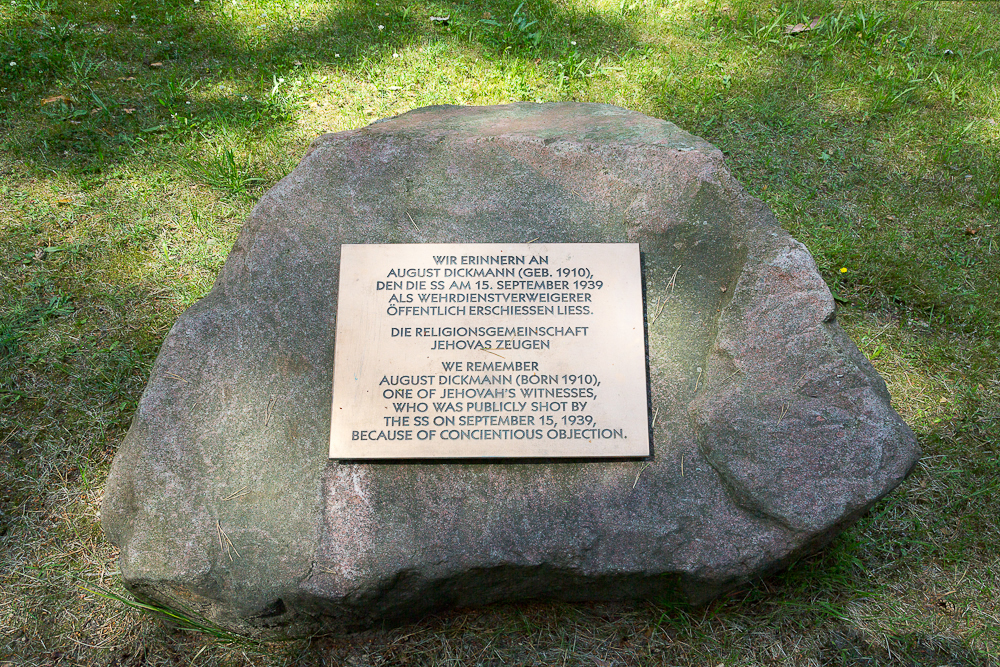
Tablica upamiętniająca śmierć Augusta Dickmanna w Sachsenhausen

August Dickmann (ur. 7 stycznia 1910 w Dinslaken, zm. 15 września 1939 w Sachsenhausen) – Świadek Jehowy z Niemiec, pierwszy więzień rozstrzelany za odmowę pełnienia służby wojskowej podczas II wojny światowej. Jeden z około 250 niemieckich Świadków Jehowy straconych z tego powodu w latach 1939–1945.

## Okoliczności wykonania wyroku
August Dickmann ze Świadkami Jehowy, nazywanymi w Niemczech Internationale Bibelforscher-Vereinigung (Międzynarodowe Stowarzyszenie Badaczy Pisma Świętego), związał się w 1933 roku, wkrótce po wydaniu zakazu działalności tego ruchu w Niemczech. Został aresztowany przez Gestapo w październiku 1936 roku i skazany sądownie. Po odbyciu kary w październiku 1937 roku trafił do obozu w Sachsenhausen. 3 września 1939 roku dostał powołanie do wojska, a gdy odmówił podpisania dokumentu, został umieszczony w izolatce. Wówczas komendant obozu Hermann Baranowski zwrócił się do Reichsführera Heinricha Himmlera, dowódcy SS i policji, o zgodę na wykonanie publicznej, pokazowej egzekucji Dickmanna w obecności pozostałych przebywających w Sachsenhausen Świadków Jehowy. Miało to złamać ich opór wobec odbywania służby wojskowej. Egzekucję wykonano 15 września 1939 roku o godzinie 18:00 w obecności wszystkich więźniów obozu, w tym około 400 Świadków Jehowy i brata ofiary Heinricha Dickmanna.
August Dickmann został rozstrzelany na podstawie tajnego rozporządzenia wydanego na początku II wojny światowej, które zezwalało na wykonywanie wyroków śmierci bez procesu sądowego. Była to jedyna egzekucja przeprowadzona na placu apelowym, kolejne naziści przeprowadzali w specjalnie przygotowanych wykopach. Plutonem egzekucyjnym dowodził Rudolf Höß, późniejszy komendant obozu zagłady Auschwitz-Birkenau. Cel propagandowy nie odniósł oczekiwanego skutku – Świadkowie Jehowy, wierni przyjętym przez siebie religijnym zasadom, zarówno na wolności, jak i w obozach koncentracyjnych nie podejmowali służby wojskowej.
16 września 1939 roku o egzekucji Dickmanna poinformowało niemieckie radio, a następnego dnia informację o niej opublikowała prasa w Niemczech, a po niej prasa zagraniczna. Dwa dni po wyroku, dziennik The New York Times relacjonował z Niemiec: „August Dickmann, 29 lat, (...) został zastrzelony tutaj przez pluton egzekucyjny”. Gazeta odnotowała ponadto, że Dickmann został skazany za odmowę służby wojskowej „ze względów religijnych”. August Dickmann był pierwszym Niemcem rozstrzelanym podczas II wojny światowej za to, że kierując się głosem sumienia odmówił służby wojskowej.
Po zakończeniu II wojny światowej Rudolf Höß, uczestnik wielu egzekucji świadków Jehowy, tak je opisał: „Tak wyobrażałem sobie pierwszych chrześcijańskich męczenników oczekujących na arenie na rozszarpanie ich przez dzikie zwierzęta. Szli oni na śmierć z jasnym obliczem, skierowanymi ku górze oczyma, złożonymi do modlitwy i podniesionymi rękoma. Wszyscy, którzy oglądali tę śmierć, byli wzruszeni, poruszony był nawet pluton egzekucyjny”.

## Upamiętnienie
18 września 1999 roku Brandenburska Fundacja Miejsc Pamięci upamiętniła ponad 890 Świadków Jehowy więzionych w Sachsenhausen tablicą pamiątkową, która została umieszczona na zewnętrznej ścianie dawnego obozu koncentracyjnego. Dodatkowo, odsłonięto kamień pamiątkowy upamiętniający śmierć Augusta Dickmanna. Na znajdującej się na kamieniu tablicy znalazły się słowa: Ku Pamięci Augusta Dickmanna (ur. w 1910 r.), będącego Świadkiem Jehowy, zastrzelonego przez SS podczas publicznej egzekucji dn. 15 września 1939 r. z powodu odmowy służby wojskowej.
16 września 2014 roku, dla upamiętnienia 75. rocznicy egzekucji Augusta Dickmanna, na placu apelowym, w miejscu gdzie znajduje się poświęcony jego pamięci kamień pamiątkowy, Brandenburska Fundacja Miejsc Pamięci urządziła specjalną uroczystość. Główną jej częścią był wykład pt.: „Rozstrzelanie Augusta Dickmanna jako symboliczne wydarzenie w historii Świadków Jehowy w Trzeciej Rzeszy” dr. Detlefa Garbe, dyrektora Miejsca Pamięci obozu koncentracyjnego Neuengamme. Przedstawiono również wspomnienia i relacje byłych więźniów obozu. Ze strony świadków Jehowy przedstawicielem był Walter Köbe, członek Biura oddziału Świadków Jehowy w Niemczech.
15 września 2024 roku w Miejscu Pamięci Obozu Koncentracyjnego w Sachsenhausen uroczyście otwarto trzymiesięczną wystawę „Nie poddawać się pomimo prześladowań”. 33-panelowa wystawa przedstawia historię prześladowań Świadków Jehowy w czasach reżimu nazistowskiego. Otwarcie wystawy zbiegło  się z 85. rocznicą zastrzelenia tam Augusta Dickmanna.